# Dmytro Demjaniuk (lekkoatleta)
Dmytro Ołeksijowycz Demjaniuk, ukr. Дмитро Олексійович Дем'янюк (ur. 30 czerwca 1983 we Lwowie) – ukraiński lekkoatleta specjalizujący się w skoku wzwyż.
Bez powodzenia startował w mistrzostwach świata w Osace (2007), halowych mistrzostwach świata w Walencji (2008) i igrzyskach olimpijskich w Pekinie (2008). Nie udało mu się awansować do finału mistrzostw Europy w 2010 oraz halowych mistrzostw Starego Kontynentu. Brązowy medalista igrzysk wojska w 2011. Z powodu kontuzji nie rywalizował w sezonie halowym 2012. Nie awansował do finału igrzysk olimpijskich w Londynie. Ósmy zawodnik halowych mistrzostw Europy z 2013. Medalista mistrzostw Ukrainy i reprezentant kraju w zawodach pucharu Europy oraz drużynowych mistrzostw Europy.
Syn Ołeksija – olimpijczyka z 1980 roku.
Rekordy życiowe: stadion – 2,35 (18 czerwca 2011, Sztokholm); hala – 2,32 (9 lutego 2011, Bańska Bystrzyca).

## Osiągnięcia
| Rok  | Impreza                                 | Miejsce        | Lokata            | Wynik |
| ---- | --------------------------------------- | -------------- | ----------------- | ----- |
| 2004 | I liga pucharu Europy                   | Płowdiw        | 6. miejsce        | 2,15  |
| 2007 | Mistrzostwa świata                      | Osaka          | el. – 25. miejsce | 2,23  |
| 2007 | Światowe igrzyska wojskowych            | Hajdarabad     | 6. miejsce        | 2,20  |
| 2008 | Halowe mistrzostwa świata               | Walencja       | el. – 10. miejsce | 2,24  |
| 2008 | Igrzyska olimpijskie                    | Pekin          | el. – 21. miejsce | 2,20  |
| 2010 | Halowe mistrzostwa świata               | Doha           | –                 | NM    |
| 2010 | Mistrzostwa Europy                      | Barcelona      | el. – 21. miejsce | 2,19  |
| 2011 | Halowe mistrzostwa Europy               | Paryż          | el. – 17. miejsce | 2,22  |
| 2011 | Superliga drużynowych mistrzostw Europy | Sztokholm      | 1. miejsce        | 2,35  |
| 2011 | Światowe igrzyska wojskowych            | Rio de Janeiro | 3. miejsce        | 2,20  |
| 2011 | Mistrzostwa świata                      | Taegu          | 12. miejsce       | 2,20  |
| 2012 | Mistrzostwa Europy                      | Helsinki       | el. – 20. miejsce | 2,19  |
| 2012 | Igrzyska olimpijskie                    | Londyn         | el. – 16. miejsce | 2,21  |
| 2013 | Halowe mistrzostwa Europy               | Göteborg       | 8. miejsce        | 2,21  |
| 2017 | Superliga drużynowych mistrzostw Europy | Lille          | 6. miejsce        | 2,17  |
| 2018 | Mistrzostwa Europy                      | Berlin         | –                 | NM    |
| 2019 | Halowe mistrzostwa Europy               | Glasgow        | el. –             | NM    |